# Saperda alberti
Saperda alberti es una especie de escarabajo longicornio del género Saperda, subfamilia Lamiinae. Fue descrita científicamente por Plavilstshikov en 1915.
Se distribuye por China, Japón, Kazajistán, Mongolia, Corea y Rusia (Siberia). Mide 12-24 milímetros de longitud. El período de vuelo ocurre en los meses de junio, julio y agosto.